# Robert Maillet
Robert Maillet (* 26. Oktober 1969 in Sainte-Marie-de-Kent, New Brunswick) ist ein kanadischer Schauspieler und ehemaliger Wrestler, der als Kurrgan in Diensten der WWF stand. Bekanntheit erlangte er durch seine Auftritte in den Kinofilmen Sherlock Holmes und Percy Jackson – Im Bann des Zyklopen.

## Leben
Robert Maillet wuchs als ältester von drei Brüdern in Sainte-Marie-de-Kent auf. Früher war er sehr schüchtern, vor allem weil er durch seine enorme Körpergröße stets herausragte. Sein Vater sah sich Wrestlingshows an, was Maillet faszinierte. Später fasste er den Entschluss Profi-Wrestler zu werden.

### Wrestlingkarriere
Mit 17 Jahren traf er sich mit Emile Dupree, der in seiner Heimat Wrestlingsshows veranstaltete, um sich einen Ratschlag zu holen. Doch die Antwort war nicht das, was er erwartet hatte, Dupree meinte, er sei zu dünn und müsse erst mal Muskeln aufbauen. Maillet gab nicht auf und wandte sich an den Wrestler Stephen Petitpas, dieser war nicht abgeneigt, vertröstete ihn aber zunächst. Sechs Monate später rief er Maillet an und wollte ihn in seiner Show haben. Im Crashkurs lernte Mallet das Wichtigste und erlangte schnell eine wichtige Rolle im Tourplan. Während dieser Anfangszeit war Leo Burke sein Trainer, außerdem lernte er auch viel von den erfahreneren Wrestlern.
Maillet hatte sein erstes Match im Juni 1991 als The Acadian Giant. 1993 trat er als Goliath el Gigante sowohl für die Universal Wrestling Association (UWA) in Mexiko als auch bei der japanischen Wrestling International New Generations (WING) an.
Schnell bekam er seine Chance bei der damaligen World Wrestling Federation, doch durch die täglichen Matches und das Tourleben war er nicht mehr voll einsatzfähig. So sollte Maillet erst weiter Erfahrung sammeln, doch die Tour kam zum Erliegen und er arbeitete die nächsten Jahre als Türsteher.
Dann bekam er einen Anruf von seinem früheren Trainer Leo Burke, der mit Bret Hart Wrestler trainierte, und teilte ihm mit, dass Hart ihn kennen lernen wolle. So ging Maillet nach Alberta, um vier Wochen lang mit Hart in seinem Haus intensiv zu trainieren.
Daraufhin hatte 1997 die WWF wieder Interesse an ihm, sie schickten ihn zunächst zur United States Wrestling Association (USWA), um als The Interrogator Erfahrung zu sammeln. Er wurde Mitglied der Truth Commission mit Recon, Tank, Sniper. Es sollte nur eine Zwischenstation sein, doch aus den geplanten vier Wochen wurden vier Monate. Maillet vermutete, die WWF hätte ihn wieder fallen gelassen, denn die Truth Commission wurde getrennt. Maillet ging nach Kanada zurück, heiratete und fuhr mit seiner Frau in die Flitterwochen. Noch im Urlaub bekam er einen Anruf von der WWF, er machte sich also auf den Weg nach Detroit, wo er mit seinen Partnern von der Truth Commission ein Try out-Match absolvierte. Zwei Wochen später unterschrieb er einen Vertrag bei der WWF.
Im November 1997 hatte er seinen ersten größeren Kampf bei den Survivor Series in einem „Eight-Man-Tag-Team-Elimination“-Match. Am Ende des Jahres wurde die Truth Commission aufgelöst und Maillets Name auf Kurrgan geändert.
Anfang 1998 nahm Mallet am Royal Rumble-Hauptmatch teil. Er führte später die Gruppierung The Oddities an, seine Gefolgsleute waren unter anderem George Steele, Golga und Sable. 1999 war er erneut Teilnehmer im Royal Rumble. Doch die Begeisterung war schnell wieder vorbei und das gesamte Team wurde von der WWF entlassen. Maillet wollte das nicht hinnehmen und tat alles, um erneut einen Vertrag zu bekommen.
Im Mai 1999 trat er für die mexikanische Liga Consejo Mundial De Lucha Libre (CMLL) an, bevor er am Ende des Jahres nach Kanada zu Real Action Wrestling (RAW) wechselte. Dort gewann er gleich bei seinem ersten Match den vakanten RAW Heavywight Title.
Im Februar 2000 wurde er Mitglied der kanadischen National Wrestling Alliance (NWA). Kurz danach gewann er den NWA Championship Title und im März den Battle Royal. Im Mai verlor er den Titel an Juggernaut, bevor er ihn einen Tag später zurückbekam. Seinen letzten Kampf für die Liga bestritt er im September 2000.
Danach kehrte er im April des nächsten Jahres zurück zu Real Action Wrestling (RAW). Bis zum August hatte er regelmäßige Matches. Danach gab er den Kampf um einen Vertrag bei der WWF endgültig auf. Durch den Tod seines Vaters verlor er auch die Leidenschaft zum Wrestling.

### Schauspielkarriere
Seinen ersten Auftritt als Schauspieler hatte Robert Maillet in der Fernsehserie Lexx – The Dark Zone 2001. Danach bekam er keine weiteren Angebote und verdiente seinen Lebensunterhalt in einer Fabrik, bis er einen Anruf des ehemaligen Wrestlers Jacques Rougeau erhielt. Die Produzenten der Comicverfilmung 300 suchten einen großen Mann für den „Riesen“. Da sie einen Wrestler für eine gute Wahl hielten, fragten sie Rougeau um Rat, der ihnen Maillet empfahl. Die Produzenten ließen Maillet vorsprechen bzw. sahen sich seinen Kampfstil an. Mit seinen Vorkenntnissen und seiner Statur fanden sie ihn perfekt und er wurde engagiert. Nach sechs Stunden in der Maske stand er vor der Kamera und verhielt sich wie früher als Kurrgan.
2009 spielte er in Guy Ritchies Kinofilm Sherlock Holmes mit. Dadurch wurde er als Schauspieler bekannter, auch weil er bei einer Kampfszene den Hauptdarsteller Robert Downey Jr. versehentlich verletzte. Er konnte einen vorgetäuschten Schlag auf den Kiefer nicht rechtzeitig stoppen und traf Downey, der zu Boden fiel. Maillet fühlte sich schlecht, doch Downey nahm es mit Humor und schenkte ihm am nächsten Tag eine Flasche Champagner. Der Vorfall wurde schnell der Öffentlichkeit bekannt und so auch Maillet.
Danach folgten Auftritte in Fernsehserien wie Merlin – Die neuen Abenteuer, Once Upon a Time – Es war einmal … und Haven, in der der ehemalige Wrestler Edge mitspielte.
Weitere Kinoproduktionen, in denen Maillet mitgewirkte, sind Monster Brawl, Krieg der Götter, Percy Jackson – Im Bann des Zyklopen, Chroniken der Unterwelt – City of Bones und Pacific Rim.
Von 2014 bis 2017 spielte er in 13 Folgen der Fernsehserie The Strain mit.

### Privatleben
1997 heiratete er Laura Eaton. Sie haben vier Kinder, darunter ein Mädchen, das sie aus Äthiopien adoptierten.

## Wrestlingerfolge
- 2× ECCW Championship Title
- 3× USWA Tag Team Title (mit Recon)
- 1× RAW Heavyweight Title

## Filmografie (Auswahl)
- 2001: Lexx – The Dark Zone (LEXX, Fernsehserie, Folge 4x09)
- 2003: Liography (Fernsehserie, 1 Folge)
- 2006: 300
- 2009: Sherlock Holmes
- 2011: The Big Bang
- 2011: Monster Brawl
- 2011: Merlin – Die neuen Abenteuer (Merlin, Fernsehserie, Folge 4x05)
- 2011: Krieg der Götter (Immortals)
- 2011: Once Upon a Time – Es war einmal … (Once Upon a Time, Fernsehserie, Folge 1x06)
- 2012: A Little Bit Zombie
- 2012: Transporter: Die Serie (Transporter: The Series, Fernsehserie, Folge 1x09)
- 2013: Pacific Rim
- 2013: Percy Jackson – Im Bann des Zyklopen (Percy Jackson: Sea of Monsters)
- 2013–2015: Haven (Fernsehserie, 5 Folgen)
- 2013: Chroniken der Unterwelt – City of Bones (The Mortal Instruments: City of Bones)
- 2013: Septic Man
- 2014–2017: The Strain (Fernsehserie, 13 Folgen)
- 2014: Brick Mansions
- 2014: Dark Rising: Warrior of Worlds (Fernsehserie, 5 Folgen)
- 2014: Hercules
- 2016: Killer Waves
- 2018: Game Over, Man!
- 2018: Deadpool 2
- 2019: Polar
- 2019: American Gods (Fernsehserie, Folge 2x07)
- 2020: Becky
- 2020: The Umbrella Academy (Fernsehserie, Folge 2x03)
- 2020: Viciuous Fun
- 2021: Jupiter’s Legacy (Fernsehserie, Folge 1x03)